# Kasteel van Olhain
Het Kasteel van Olhain (Frans: Château d'Olhain) is een kasteel in de Franse gemeente Fresnicourt-le-Dolmen. Het kasteel is een beschermd historisch monument sinds 1989.